# Pachytragopus
Pachytragopus är ett släkte av skalbaggar. Pachytragopus ingår i familjen vivlar.
Kladogram enligt Catalogue of Life:
| Pachytragopus | \| \| Pachytragopus anaballoides \| \| \| \| \| \| Pachytragopus steinwehri \| \| \| \| |
|               | \| \| Pachytragopus anaballoides \| \| \| \| \| \| Pachytragopus steinwehri \| \| \| \| |
|               | Pachytragopus anaballoides                                                              |
|               |                                                                                         |
|               | Pachytragopus steinwehri                                                                |
|               |                                                                                         |